# Thymus nummularius
Thymus nummularius — вид рослин родини глухокропивові (Lamiaceae), поширений у Туреччині, пн. Ірані, Закавказзі (Азербайджан, Вірменія та Грузія), кавказькій Росії.

## Опис
Напівчагарник з висхідними квітковими стеблами завдовжки до 15 см і більше. Листки від широко яйцеподібних до майже кулястих, довжиною до 1.8 см, волосаті або голі, війчасті біля основи. Квіти довжиною ≈ 8 мм, у півсферичних головах шириною 1.5–2.5 см. У минулому, принаймні, вид плутали з T. comosus.

## Поширення
Поширений у Туреччині, пн. Ірані, Закавказзі (Азербайджан, Вірменія та Грузія), кавказькій Росії.